# Laguna Dial
La laguna Dial es un cuerpo de agua superficial ubicado en la cordillera de los Andes de la Región del Maule y pertenece a la cuenca del río Maule a través de su emisario el río Palaleo que tras corto trayecto desemboca en el río Melado.

## Ubicación y descripción
Tiene un largo de 8,5 km y un ancho medio de 800 m con la típica figura de un lago glacial, cubriendo un área de 6,8 km² para drenar una superficie de 86 km² cubiertos por coirón, espinos, pastos y matorrales de escasa altura.: 388 
La descripción de Niemeyer es: La laguna está rodeada de rocas de faldeos escarpados y solo en su sector de desagüe existe un lomaje más suave correspondiente a la superficie semi erosionada de una gran morrena frontal que estancó las aguas del fiordo a través de cuyos constituyentes se establece una fuerte filtración que va a engrosar el gasto del Palaleo.

## Historia
Luis Risopatrón la describe en su Diccionario Jeográfico de Chile (1924):: 296 
Dial (Laguna). De 7 km² de superficie, se encuentra a 1600 m de altitud, en la falda W del cordón limitáneo con Arjentina, en los oríjenes del río Guaiquivilo.